# Child Language Data Exchange System
Das Child Language Data Exchange System (CHILDES) ist ein online zugängliches Datenbanksystem, das Inhalte, Transkripte und Analyse-Werkzeuge für die Erforschung des gestörten und ungestörten Spracherwerbs von Kindern pflegt und bereitstellt. Der Hauptsitz ist an der psychologischen Fakultät der Carnegie Mellon University in Pittsburgh, USA, Nebensitze inklusive Mirror-Sites gibt es im belgischen Antwerpen und im japanischen Chukyo. CHILDES ist Teil des TalkBank-Systems, das allgemein Aufzeichnungen der Kommunikation zwischen Menschen aber auch Tieren bereitstellt. Alle Inhalte stehen unter der GNU General Public License und sind kostenlos im Web abrufbar.

## Struktur
CHILDES stellt ein umfassendes Instrumentarium für das Erforschen von sprachlichen Interaktionen bereit. In der Datenbank sind Transkripte und Audio- und Videodateien von Gesprächen von Kindern untereinander oder mit deren Betreuern gespeichert. Die Gespräche sind in einem speziellen Format, dem CHAT-Format, gespeichert. Für die Bearbeitung und Analyse dieser linguistisch kodierten Dateien steht das Programm CLAN zur Verfügung. Die Gespräche sind darüber hinaus auch als XML-Dateien verfügbar.

## Geschichte
Historischer Vorläufer von CHILDES waren Arbeiten wie die 1900–1918 von dem Psychologen-Ehepaar William und Clara Stern, welche die Entwicklung der eigenen heranwachsenden drei Kinder weitgehend bias-frei akribisch notierten (→ Tagebuchmethode). Die Transkripte dieser wissenschaftlichen Pionierleistung sind seit langem Bestandteil der CHILDES-Datenbank.